# به دنیا آمدن
به دنیا آمدن فیلمی به کارگردانی محسن عبدالوهاب و تهیه‌کنندگی محمد احمدی ساخته سال ۱۳۹۴ است. این دومین همکاری مشترک محمد احمدی و محسن عبدالوهاب پس از فیلم «لطفاً مزاحم نشوید» بود. این فیلم در بخش سودای سیمرغ سی و چهارمین دوره جشنواره فیلم فجر شرکت داشت.

## داستان فیلم
پری و فرهاد که یکی بازیگر تئاتر و دیگری کارگردان است در آستانه میان‌سالی برای ادامه مسیر زندگی با یکدیگر دچار مشکل می‌شوند. داستان از جایی شروع می‌شود که پری باردار می‌شود ولی فرهاد از داشتن بچهٔ دوم خوشحال نمی‌شود و تصمیم به سقط جنین دارد، در اول پری نیز او را همراهی می‌کند و حتی یک‌بار توسط قرص سقط جنین اقدام به سقط می‌کند ولی بعدها در سر دوراهی وجدان و خوشبختی‌اش گیر می‌کند و تصمیم می‌گیرد فرزندش را نگه دارد این در صورتی است که فرهاد به دلیل خوب نبودن وضع مالی از داشتن فرزند بعدی امتناع می‌ورزد. بعدی از بحث‌های مکرر و فرار او از دکتر تصمیم به رفتن به یزد می‌کند تا دور از چشم فرهاد فرزندش را به دنیا بیاورد. در همین حال پسر آن دو کیان عاشق نوه دایی پدرش می‌شود پسری که فقط ۱۲ سال دارد. در همین حال فرهاد پری را پیدا می‌کند ولی پری با او نمی‌آید. چند ماه بعد پری به فرهاد اطلاع می‌دهد که بچه دختر است و قرار است اسمش دریا باشد و دیگر به تهران بازنمی‌گردد و با کیان به یزد می‌روند.

## بازیگران
| بازیگر             | نقش       | توضیحات                   |
| ------------------ | --------- | ------------------------- |
| هدایت هاشمی        | فرهاد     | همسر پری و پدر کیان       |
| الهام کردا         | پری پاکرو | همسر فرهاد و مادر کیان    |
| بهناز جعفری        | افسانه    | دوست پری                  |
| سپه‌راد فرزامی      | کیان      | پسر فرهاد و پری           |
| رضا مرتضوی         | رضا       | شوهر فریده/پسر خاله فرهاد |
| پونه عبدالکریم‌زاده | نسرین     | خواهر پری                 |
| مرتضی نسیم‌سبحان    |           | پدر پری                   |
| رؤیا جاویدنیا      |           | پزشک زنان                 |
| مهدی امیری         | رادپور    | صاحب‌خانه                  |
| امید جزینی         | پیمان     |                           |
| نیکی نصیریان       | گلی       | دختر رضا و فریده          |
| سپیده مظاهری       | فریده     | همسر رضا                  |
| مهدی وحیدروش       | نیما      | کارگردان تئاتر            |
| محمدرضا سمیع فر    | سعید      | تهیه‌کننده                 |
| اسماعیل پوررضا     |           | بازیگر تئاتر              |
| امیرحسین آصفی      | مجید      | پسر نسرین                 |
| پرستو آصفی         | زهرا      | دختر نسرین                |

## سی و چهارمین دوره جشنواره فیلم فجر
| قسمت                     | نامزد           | نتیجه    | جایزه        |
| ------------------------ | --------------- | -------- | ------------ |
| بهترین بازیگر نقش اول زن | الهام کردا      | نامزدشده | سیمرغ بلورین |
| بهترین موسیقی متن        | پیمان یزدانیان  | نامزدشده | سیمرغ بلورین |
| بهترین تدوین             | سپیده عبدالوهاب | نامزدشده | سیمرغ بلورین |